# キナン
株式会社キナンは、和歌山県新宮市に本社を置き、メイン事業を建設機械の総合サービス企業として土木・建設機械のレンタル・販売・修理を行う企業。
サブ事業にはクリーンエネルギー事業、温浴施設・ホテル事業がある。

## 概要
1976年に建設機械のリース部門を始め、業界では早い方に位置する。2002年10月に岐阜県大垣市の大機リースを買収するなど、M&Aによる拡大路線で業績を伸ばしていった。
建設機械のリース、レンタル業者としては中堅に位置。和歌山県、三重県でのシェアはトップ（2006年時点）であり、東北、関東、中部東海、九州と全国展開している。2012年時点での建設機械レンタル会社・売上ランキングは12位（全国約2500社中）。
ダンプトラックなどの車輌、油圧ショベルなどの掘削機械、環境機械など、取り扱っている機材は2万点を超える。いずれの外装にも、キナンの「K」のマークが描かれている。高所作業車・橋梁点検車のレンタル提案にも重点を置き、ラインナップでは業界トップクラス。
2004年12月から温泉浴場事業に乗り出し、「熊野の郷」「アマンディ」のブランドで運営している。
2006年5月、和歌山県内の企業に「アントレプレナーシップ」（企業家精神）をもたらし、活力や刺激を与える目的で創設された、和歌山県経営者協会のアントレプレナー大賞に選ばれた。
2010年、角口賀敏会長が「一般社団法人・日本建設機械レンタル協会」の会長に選任され就任した。
2016年、角口賀敏会長が平成28年・春の黄綬褒章を受章。『多年にわたり、建設機械事業の業務に精励するとともに、関係団体の役員として、業界の発展に寄与した功績』と評価された。事業としてはICT施工事業部を発足。業界内では早期に事業部を設け、積極的に事業活動を展開する中でICT施工に関し「ワンストップ」で提供できるサービスを実現し、着実に実績を積み上げている。
2020年、三重県に大規模発電施設「嬉野発電所（18.0メガワット）」が稼働開始。クリーンエネルギー事業では、この時点で全国22か所・計51メガワットの発電施設を有するまで事業を拡大している。
2021年、姫路営業所敷地内に日本国内では初となる大型橋梁点検架台「キナンブリッジ (KINAN Safety Operation BRIDGE)」を建造。全長100 mを超えるキナンブリッジでは点検事業者などが現場を想定した環境で機械の操作トレーニング、点検シミュレーションが実施でき、顧客満足度（CS）の向上に努めている。
2023年、ミャンマーにオリオン・キナン」を設立。機械オペレーターや修理エンジニアとして、日本基準の高い専門技術指導を行う教育機関として人材育成に努めている。

## 沿革
- 1974年 - 角口賀敏（現・会長）が和歌山県新宮市に土木建設機械の販売・修理を目的として「紀南建機」を創業[2]
- 1976年 - リース部門を発足[2]
- 1983年 - 株式会社へ組織変更
- 1984年 - 三重県松阪市に松阪営業所を開設し、これを皮切りに営業所展開を開始
- 1991年 - 「株式会社キナン」に社名変更
- 2000年 - 東京に環境事業本部を開設し、環境商品のレンタル・販売を行う
- 2004年 - 温浴事業に参入。兵庫県西宮市に1号店となる「鳴尾浜温泉・熊野の郷」を開設
- 2008年 - 本社を新宮市浮島へ移転
- 2009年 - 角口孝幸専務取締役が社長に就任
- 2012年 - 日産プリンス和歌山販売株式会社を子会社化し、自動車販売に進出[10]
- 2013年 - クリーンエネルギー事業部を発足し、メガソーラー発電所の建設・操業を行い、再生可能エネルギー事業に参入
- 2014年 - 熊野フードファクトリーを設立し、魚肉練り製品・珍味等の製造・卸・販売を行う「かまセン」を開設
- 2015年 - 平戸金属工業株式会社、有限会社大洋モータースを吸収し、子会社化。ミャンマーに「MYANMAR KINAN CO.,Ltd」を設立し、初の海外進出を開始
- 2015年 - ICT事業部を発足
- 2018年 - 株式会社ビー・トライを吸収し、子会社化
- 2019年 - 株式会社ヤマト機械の営業権を取得し、ヤマト機械事業部を設立
- 2020年 - いわきオール株式会社、株式会社カマハラテックをM&Aにより子会社化
- 2021年 - 株式会社ビー・トライを吸収合併し、ビー・トライ事業部を開設。
- 2022年 - 三和機工株式会社、ススキ産機株式会社・ススキ急送有限会社、有限会社新宮機販をM&Aにより子会社化。株式会社アワジ建機を吸収合併し、アワジ事業部、津名営業所をそれぞれ開設
- 2023年 ‐ キナンブリッジの構造物に対する特許を取得。山陽重機株式会社をM&Aにより子会社化。タイに現地法人「THAI KINAN CO., LTD.」、ミャンマーに現地法人「合同会社オリオンキナン」を設立。
- 2024年 - バングラデシュに現地法人「BANGLADESH KINAN CO.,LTD.」を設立

## 提供番組
2022年4月2日 - TOKYO MX カンニング竹山のイチバン研究所
MBSタイガースナイター
- MBSラジオ、2005年 - 2008年シーズン
- 5回裏終了後のファーム情報の固定スポンサーとして阪神2軍本拠地の阪神鳴尾浜球場の近隣にある「鳴尾浜温泉 熊野の郷」のCMが流れていた。CMには当時MBS野球解説者だった八木裕が出演していた。八木が2009年に阪神2軍打撃コーチに就任（2015年まで）したため提供終了。

キナンpresents レッツ!ヴェルヴェッツ!
- MBSラジオ、2014年10月 - 2015年6月
- キナンの提供撤退と、出演者である5人組男声ボーカルグループ・Le Velvetsのスケジュールの都合（長期の舞台の仕事が入った）により終了。

福岡国際マラソン
- 九州朝日放送がテレビ朝日系列向けに制作しているテレビ中継を、2023年から他の企業と共同で提供。

## その他
創業者の角口賀敏は、熊野地方にプロスポーツを定着させたいという思いから、自転車競技の実業団主催ステージレース「3DAY CYCLE ROAD 熊野」を1999年より開催し、長年、実行委員長を務めた。2007年には、地域貢献・社会貢献活動を目的に、NPO法人スポーツプロデュース熊野を設立し、UCI国際自転車ロードレース「ツール・ド・熊野」の運営などを行っている。
2015年にはキナンサイクリングチームのメインスポンサーとなった。
2011年、東日本大震災で被災した宮城県石巻市で、仮設風呂をボランティアで設置した。